# سلارانا
سلارانا (به اسپانیایی: Solarana) یک شهرستان در اسپانیا است که در کاستیا و لئون واقع شده‌است.

## خصوصیات
سلارانا ۱۴ کیلومترمربع مساحت و ۱۰۴ نفر جمعیت دارد.